# Marika Gombitová
 (décembre 2023).
Si vous disposez d'ouvrages ou d'articles de référence ou si vous connaissez des sites web de qualité traitant du thème abordé ici, merci de compléter l'article en donnant les références utiles à sa vérifiabilité et en les liant à la section « Notes et références ».
Marika Gombitová (née Mária Gombitová, le 12 septembre 1956, à Turany nad Ondavou, Slovaquie) est une chanteuse et compositrice slovaque. 

## Biographie
Elle étudie le piano à l'école municipale de musique de Stropkov. Elle va ensuite à Košice, où elle chante dans le groupe Profily (1971-1973), puis dans le groupe Modus à partir de 1976. En 1978, elle participe au festival de chant de Bratislava. Elle chante en duo avec plusieurs chanteurs slovaques. En 1981, elle est victime d'un accident, qui la cloue en chaise-roulante à vie. Son interprétation de Vyznanie (écrit pour elle en 1979 par Ján Lehotský) la place en tête des classements en 2007.

## Discographie

### En solo
- 1979 – Dievča do dažďa (2003 – réédition)
- 1981 – Môj malý príbeh (2004 – réédition)
- 1982 – Slnečný kalendár (2004 – réédition)
- 1983 – Mince na dne fontán (2004 – réédition)
- 1984 – Marika No. 5
- 1986 – Voľné miesto v srdci (1995, 2005 – réédition)
- 1987 – Ateliér duše (1996 – re-edition)
- 1990 – Kam idú ľudia?
- 1994 – Zostaň

### Avec Modus
- 1979 – Modus
- 1980 – Modus – anglická verzia
- 1980 – Balíček snov
- 1981 – 99 zápaliek
- 1983 – Záhradná kaviareň

### Compilations
- 1998 Domáce Vianoce – PolyGram, CD – 12. Marika Gombitová, Richard Müller, Ján Lehotský et Václav Patejdl – Snehové sypané